# Туран (город)
Тура́н (тув. Туран) — город (с 1945 года) в Республике Тыва, административный центр Пий-Хемского кожууна и городского поселения город Туран.

## География
Город расположен в Турано-Уюкской котловине, на реке Туран (левый приток Уюка), на 726-м километре федеральной автомагистрали Р257 «Енисей», в 65 км к северо-западу от Кызыла.

### Часовой пояс
Город Туран находится в часовой зоне МСК+4. Смещение применяемого времени относительно UTC составляет +7:00.

## История
Туран основан в 1885 году русскими переселенцами и стал первым русским поселением в Урянхайском крае.
Название происходит от тюркского туран — «солончак, солончаковый луг».
К 1896 году в селе Туран проживало 169 человек.
9 ноября 1908 года состоялось торжественное открытие первой школы в Урянхайском крае. Она была названа Туранским сельским одноклассным училищем Министерства народного просвещения. 11 ноября 1908 года начались занятия. За парты сели 46 учеников. Шесть лет единственным учителем был Лев Иванович Ефименко.
В 1913 году в селе Туран была организована одна из первых сельскохозяйственных артелей в Туве — «Красный Пахарь».
К 1915 году в Туране было 4 кузнеца, 10 плотников, 2 пимоката, 2 овчинника, 13 охотников, 3 рыбака, 13 сплавщиков леса, гончар и мельник.
В 1916 году завершено строительство дороги от Минусинска через Туран к Белоцарску (ныне Кызыл), получившей название Усинский тракт.
В 1932 году начальная школа Турана стала семилетней, директором назначили Илью Афанасьевича Уланова.
В 1940 году открылась школа № 2.
С января 2004 года издаётся общественно-политическая газета «Вестник Пий-Хема» (учредитель: хурал представителей Пий-Хемского кожууна и администрация Пий-Хемского кожууна)

## Население
| 1959  | 1970  | 1979  | 1989  | 1998  | 2000  | 2001  | 2002  | 2006  |
| ----- | ----- | ----- | ----- | ----- | ----- | ----- | ----- | ----- |
| 5646  | ↘4539 | ↗5139 | ↗5976 | ↗6000 | ↘5700 | →5700 | ↘5598 | ↘5300 |
| 2007  | 2008  | 2009  | 2010  | 2011  | 2012  | 2013  | 2014  | 2015  |
| →5300 | →5300 | ↗5304 | ↘4981 | ↘4968 | ↘4911 | ↗4951 | ↘4873 | ↗4874 |
| 2016  | 2017  | 2018  | 2019  | 2020  | 2021  |       |       |       |
| ↗4898 | ↗4922 | ↘4879 | ↗4881 | ↗4903 | ↗5044 |       |       |       |

На 1 января 2025 года по численности населения город находился на 1076-м месте из 1124 городов Российской Федерации.
Национальный состав
По данным переписи 2002 года, из 5598 жителей города, русские составили 58,97 % (3301 человек), тувинцы —  36,80 % (2060 человек), хакасы — 0,70 %, армяне — 0,63 %, украинцы — 0,55 %.

## Достопримечательности
- Филиал республиканского музея им. Алдан Маадыр (60 богатырей).
- Храм св. Иннокентия Иркутского (возведён в 1914 году, восстановлен в 1990-х годах).
- На въезде в город со стороны Красноярского края, летом 2012 года построили буддийскую ступу — субурган.

## Инфраструктура
Предприятия: ФГУ ДЭП-364 (дорожники), Сбербанк России, Россельхозбанк, лесхоз, почтовое отделение, узел связи, метеорологическая станция, гостиница, аптека, районная больница, военкомат.

Фотогалерея
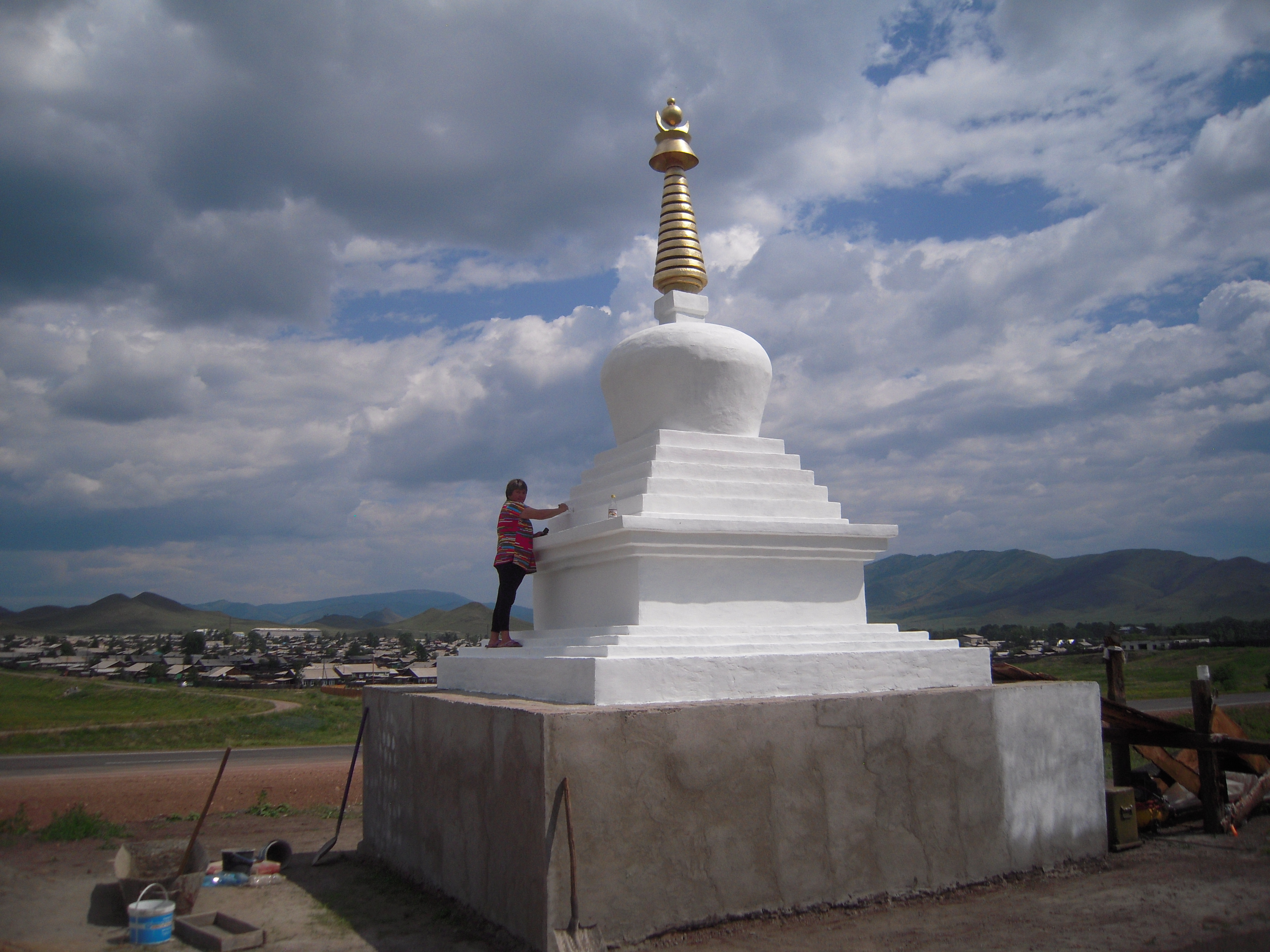
Субурган в Туране
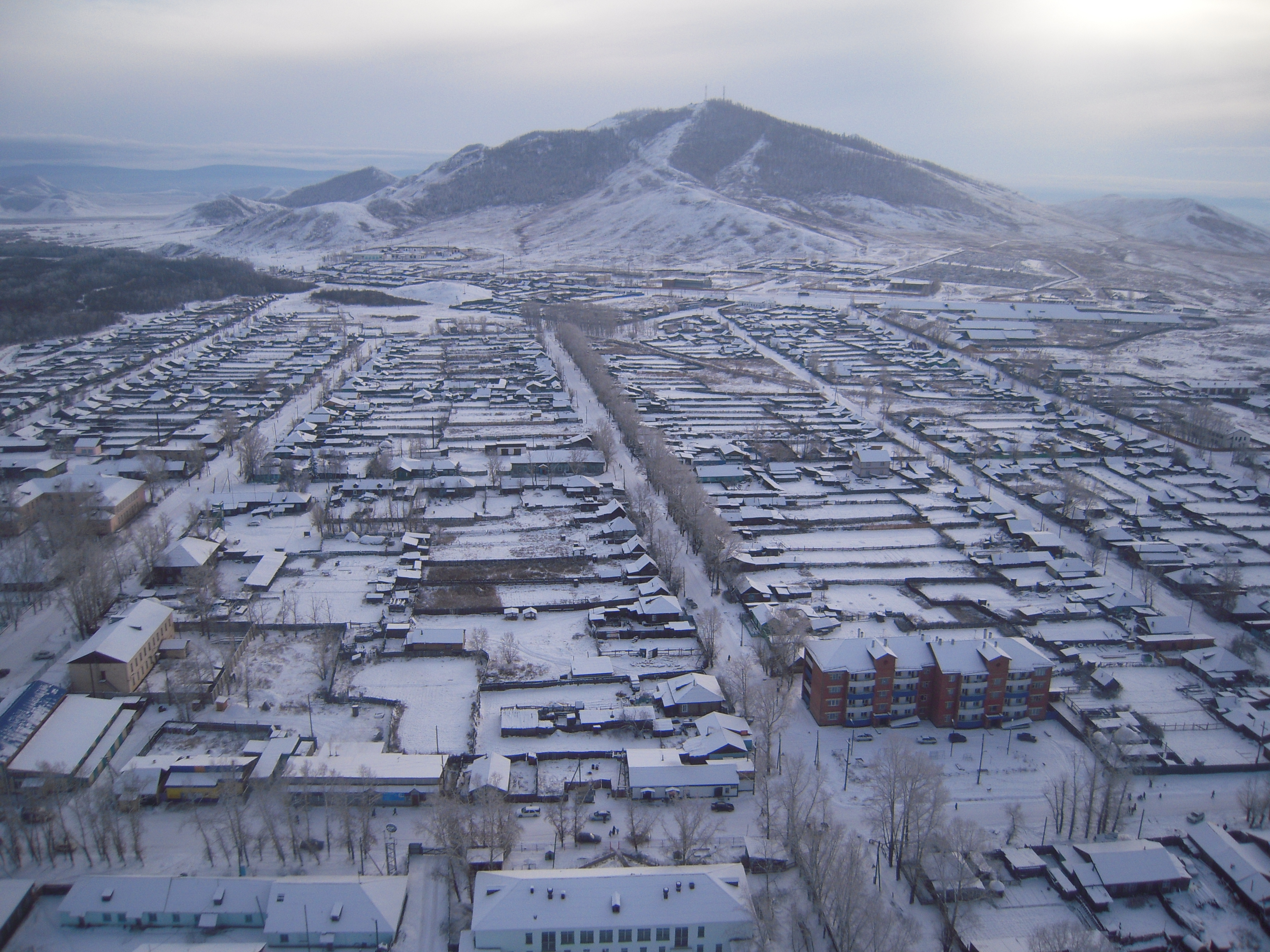
Туран
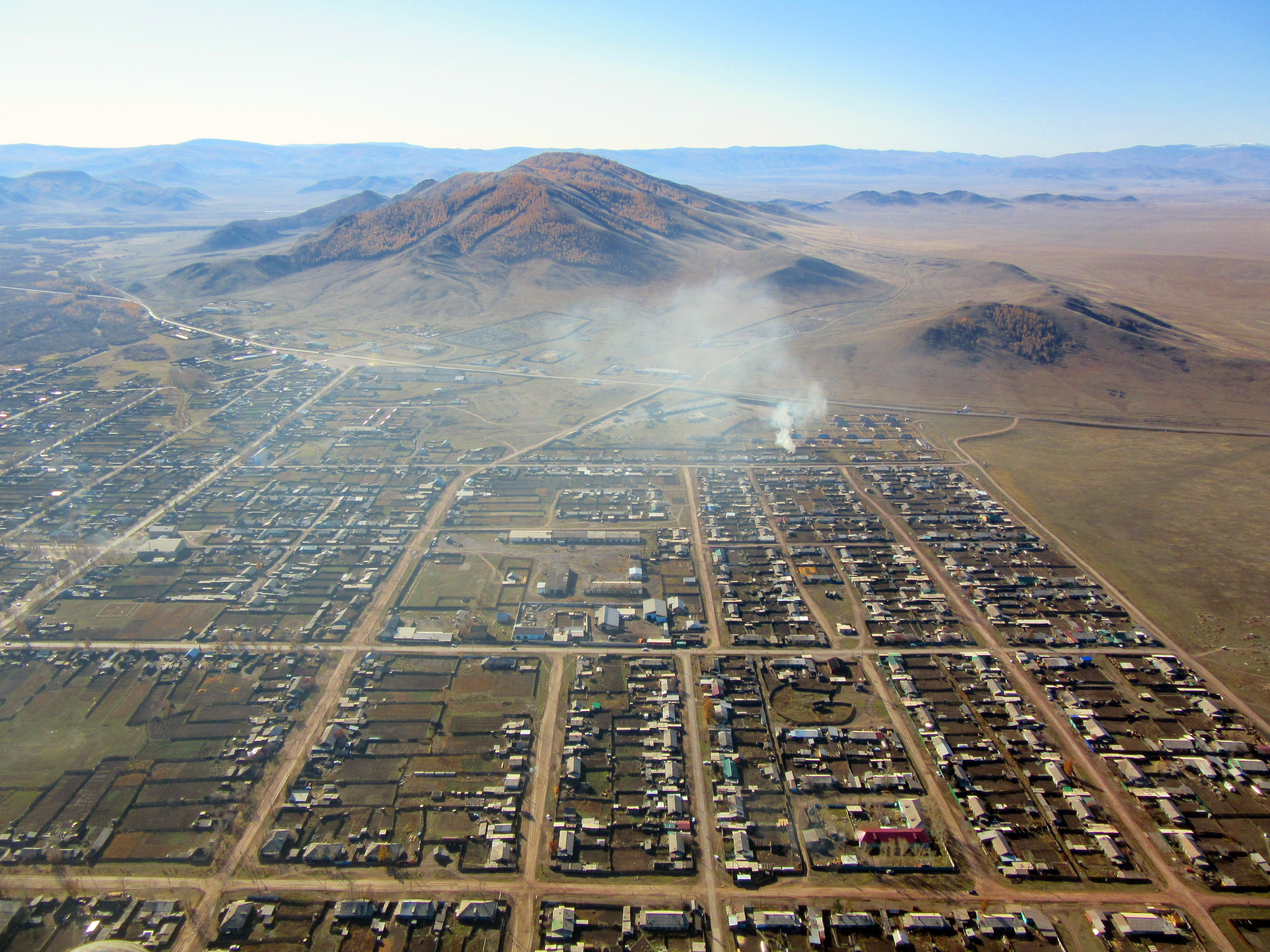
Туран с высоты птичьего полёта. 10 октября 2015 года